# Мускусен октопод
Мускусните октоподи (Eledone moschata) са вид главоноги от семейство Октоподови (Octopodidae).
Те са незастрашен вид.
Таксонът е описан за пръв път от Жан-Батист Ламарк през 1798 година.